# 匈牙利青年共产主义联盟
匈牙利青年共产主义联盟（匈牙利語：Magyar Kommunista Ifjúsági Szövetség，缩写为KISZ）是匈牙利人民共和国时期匈牙利社会主义工人党领导的青年组织，成立于1957年3月21日，这一天是匈牙利苏维埃共和国成立纪念日。青共盟是在1956年匈牙利革命后成立的，以为青年提供教育并引导其政治倾向，加入青共盟也是匈牙利大学入学的必须条件。成员年龄在14—26岁之间，匈牙利96%的大学生和75%的中学生均是青共盟成员。
1989年4月22日，匈牙利青年共产主义联盟第十二次代表大会决定自行解散，另外建立“匈牙利民主青年联盟”